# Eburovici

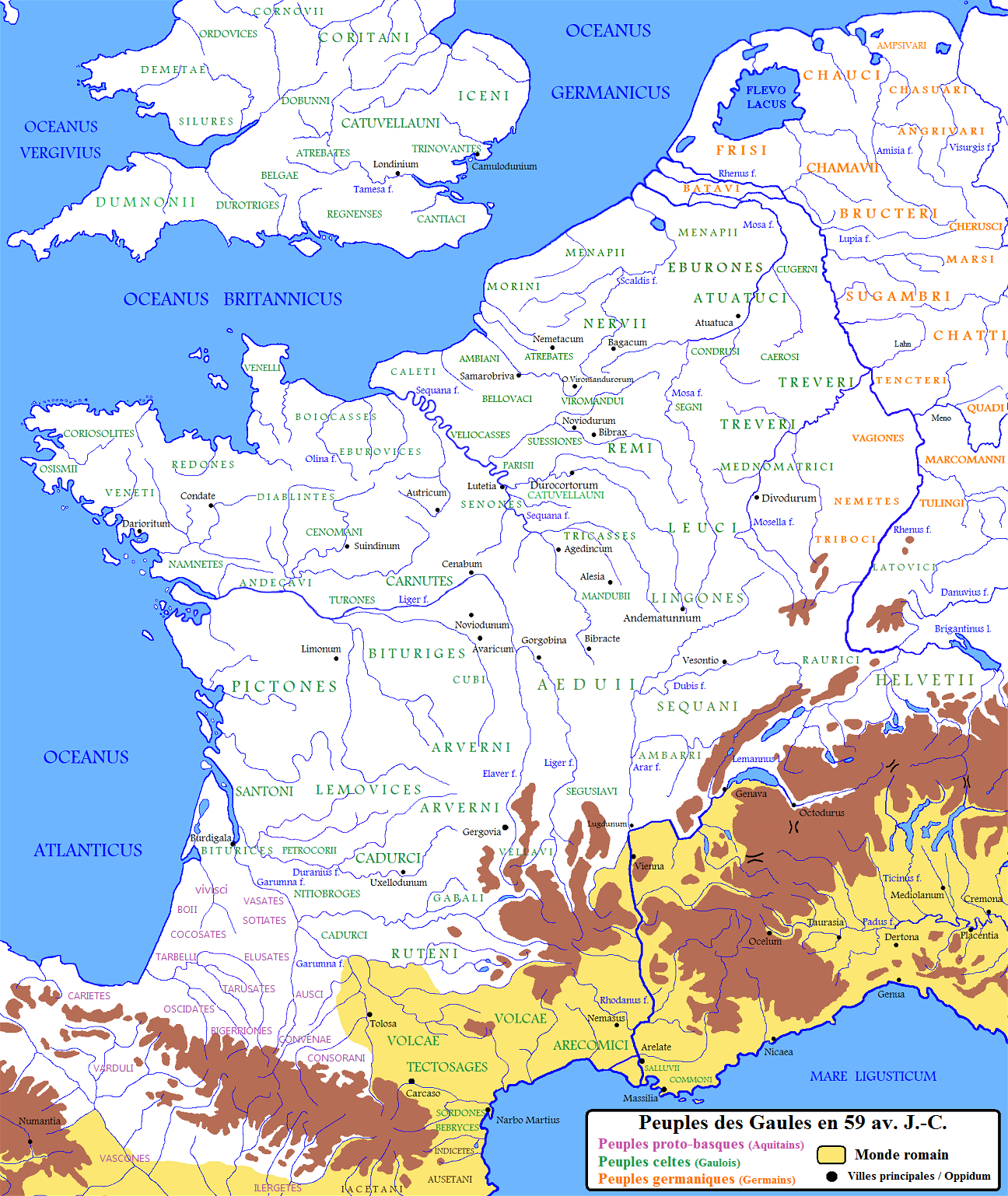
Le tribù galliche

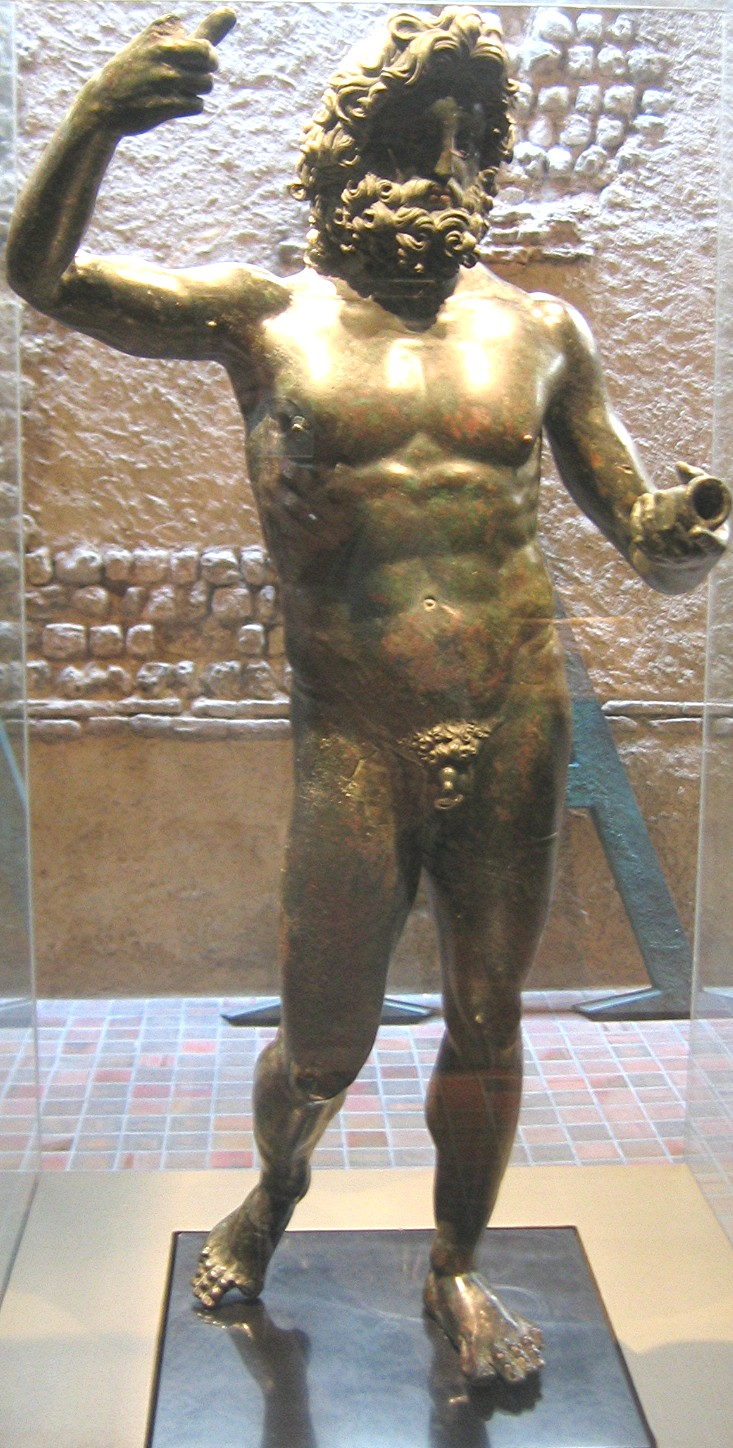
Iuppiter Stator, statua bronzea trovata sul sito di Gisacum

Gli Eburovici (o Aulerci Eburovici) furono una tribù gallica. Il nome Eburovici contiene la radice eburos, il nome del cinghiale nelle lingue celtiche. Erano stanziati nell'attuale dipartimento francese dell'Eure.
I loro santuari principali si trovavano sull'altopiano, nel sito su cui sorge oggi il villaggio di Le Vieil-Évreux. Nel III secolo, questo abitato (un vicus) chiamato Gisacum possedeva delle terme romane, dei templi, un foro e un teatro. Verso la fine del III secolo, la città fu abbandonata a vantaggio di Mediolanum Aulercorum situata a qualche chilometro di distanza, sul fiume Eure e oggi chiamata Évreux.

## Citazioni nel De bello Gallico
« Mentre questi avvenimenti si svolgevano fra i Veneti, Quinto Titurio Sabino, con le milizie che aveva ricevuto da Cesare, giunse nel territorio degli Unelli. Questi avevano come capo Viridovice che comandava anche tutte le città ribelli, dalle quali aveva radunato un esercito e grandi milizie; in pochi giorni gli Aulerci, gli Eburovici e i Lessovi, avendo massacrato i loro capi perché sfavorevoli alla guerra, chiusero le loro porte e si unirono a Viridovice [...] »
(Giulio Cesare. De bello Gallico, Libro III - 17 Archiviato il 5 febbraio 2008 in Internet Archive.)

## Aulerci
Quattro tribù galliche hanno portato questo nome. Oltre agli Eburovici, si contano: Aulerci Cenomani, Aulerci Diablinti, Aulerci Brannovici.
La ragione di tale fenomeno è sconosciuta.

## Fonti
- Mathière, La civilisation des Aulerques Eburovices, 1925.